# خالد الحربي (لاعب كرة قدم مواليد 2002)
خالد عبيد الحربي لاعب كرة قدم سعودي ، يلعب كلاعب ظهير أيمن في نادي جدة.